# 中庙街道
中庙街道，是中华人民共和国安徽省合肥市巢湖市下辖的一个乡镇级行政单位。

## 行政区划
中庙街道下辖以下地区：
中庙社区、旭东村、河西村、龙桥村、胜利村和古塘村。